# Campeonato nacional de Estados Unidos 1943
Lista de los campeones del Campeonato nacional de Estados Unidos de 1943:

## Senior

### Individuales masculinos
Joe Hunt vence a  Jack Kramer, 6–4, 6–1, 6–1

### Individuales femeninos
Pauline Betz Addie vence a  Louise Brough Clapp, 6–3, 1–6, 6–4

### Dobles masculinos
Jack Kramer /  Frank Parker vencen a  Bill Talbert /  David Freeman, 10–8, 6–4, 4–6, 7–5

### Dobles femeninos
Louise Brough /  Margaret Osborne vencen a  Pauline Betz /  Doris Hart, 6–4, 6–2

### Dobles mixto
Margaret Osborne /  Bill Talbert vencen a  Pauline Betz /  Pancho Segura, 6–3, 6–2
| Predecesor: 1942 | Campeonato nacional de Estados Unidos 1943 | Sucesor: 1944 |
| Predecesor: -    | Grand Slam 1943                            | Sucesor: -    |

- Datos: Q2410624